# Karl Eszterházy

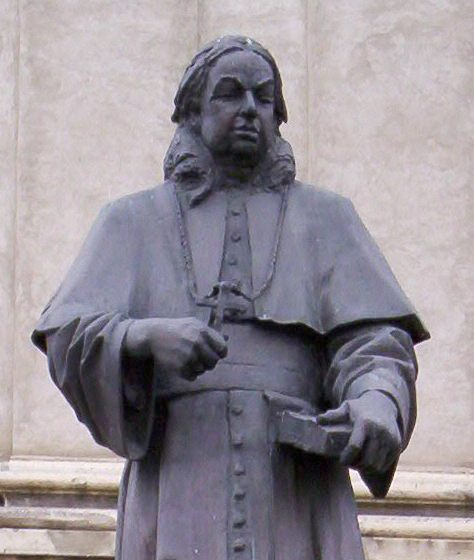
László Marton (2000): Karl Eszterházy, Statue vor der Stephanskirche in Pápa

Karl Eszterházy, auch Karl Esterhazy und Károly Eszterházy de Galantha (* 4. Mai 1725 in Pressburg; † 15. März 1799 in Erlau), war ein ungarischer römisch-katholischer Bischof.

## Leben
Karl Eszterházy entstammte der Magnatenfamilie Esterházy. Sein Vater war Ferenc Graf Esterházy von Galántha (1683–1754), seine Mutter Mária Szidonia Pálffy ab Erdõd (1690–1743), eine Tochter des kaiserlichen Feldmarschalls Johann Pálffy.
Eszterházy schlug die geistliche Laufbahn ein und wurde 1748 zum Priester geweiht. Nach der Ernennung zum Bischof von Waitzen (Vác) empfing er 1760 die Bischofsweihe. In Vác veranlasste er den Neubau der Kathedrale Mariä Himmelfahrt und St. Michael. Aber schon 1762 wurde er zum Bischof von Erlau (Eger in Ungarn) ernannt, wo er bis zu seinem Tod amtierte. Er gründete und dotierte zahlreiche Kirchen und Klöster und galt als hochgebildeter Kunstkenner. In Erlau ließ er durch Jakob Fellner unter anderem das Lyzeum erbauen, heute Karl-Eszterházy-Hochschule. Die heutige Gestalt des Esterházy-Schlosses und die große St.-Stephans-Kirche in Pápa gehen auf ihn zurück.